# Klubb Klemming
Klubb Klemming är en eventförening på Bibliotekshögskolan, vid Högskolan i Borås och är namngiven efter den gamle bibliotekarien Gustaf Klemming. Föreningen startades 1988 och firade 25 år 2013.
Klubb Klemming är den äldsta eventföreningen på Högskolan i Borås och är en kvarleva från den tid då Bibliotekshögskolan hade en egen studentkår.
Föreningen grundades, under det nuvarande namnet, hösten 1988 av tre tjejer (Lena Arborelius och Ulrika Domellöf lär ha varit två av dessa). Ett av de drivande namnen vid starten var Ola Elmstedt. Sedan dess man jobbat för att göra tillvaron nöjsam för studenterna på högskolan. Dels genom att ordna pubar och dels genom att ordna aktiviteter för medlemmarna och andra studenter.
I starten var Klubb Klemming känd för att ordna pubar, vilka anordnades varannan vecka, med udda ölsorter och punkmusik, men även listmusik. Vid vissa tillfällen bjöd man in poeter.
Varje höst firar Klubb Klemming Den Erotiska Bibliotekarien för att krossa myten om den tråkiga och sura bibliotekarien.
Färgen på Klubb Klemmings studentoverall är svart med en tecknad bild på Gustaf Klemming på ryggen.
Alla Klemmingar har blivit tilldelade ett overallsnamn, ett smeknamn.

Märken
Broderade tygmärken är snygga att ha på sin svarta studentoverall, samt bra att byta med på Utlandsfester. Märkena symboliserar olika föreningar, fester och andra aktiviteter.
Märkena är ett slags bevis på att man har varit med om något, ju fler märken desto bättre.
Det är även populärt att byta till sig märken från andra högskolor under gemensamma kåraktiviteter, till exempel utlandsfesten Rabalder i Borås.